# William Herschel-telescoop

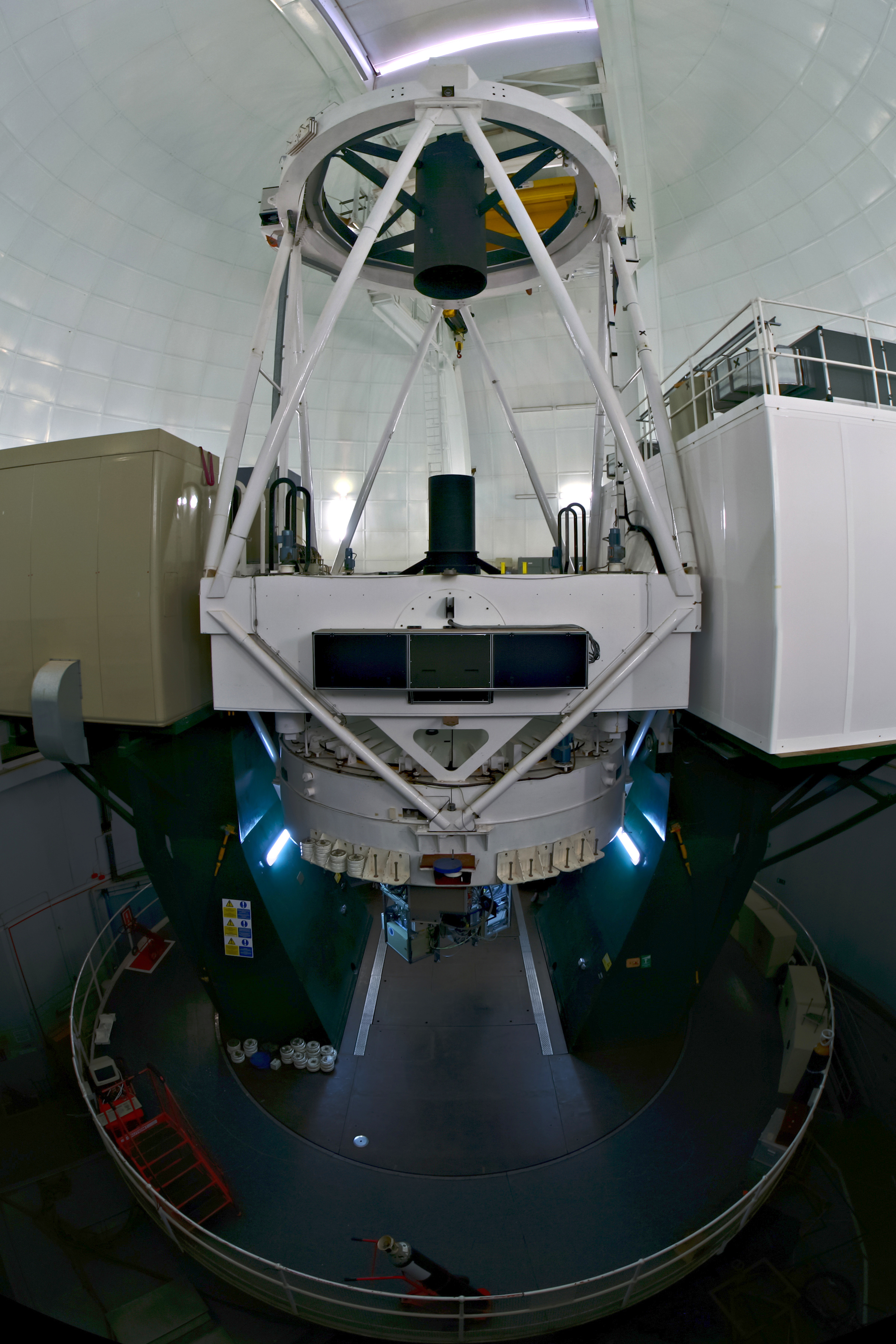
William Herschel-telescoop

De William Herschel-telescoop bevindt zich op het Observatorium Roque de los Muchachos op de Canarische Eilanden. De oorspronkelijke plannen dateren van eind jaren 1960, toen het Anglo-Australian Observatory werd opgezet. De Britse astronomische gemeenschap voelde de behoefte aan een vergelijkbare telescoop op het noordelijk halfrond. In 1974 werden de eerste plannen opgezet, maar tegen 1979 stond het project op het punt om afgeblazen te worden vanwege de uit de pan rijzende kosten. Door een nieuw ontwerp konden de kosten aanzienlijk worden gereduceerd. Verder namen Nederlandse astronomen een aandeel van 20%, zodat het in 1981 van start kon gaan. Dat jaar was het 200ste geboortejaar van William Herschel, en daarom werd besloten de telescoop naar hem te vernoemen. De telescoop maakt deel uit van de Isaac Newton-telescoopgroep.
De bouw begon in 1983, en de telescoop werd in 1985 naar La Palma verscheept. Hij zag het eerste licht in 1987. De telescoop heeft een alt-azimutale montering. Hij wordt op zodanig wijze gebruikt dat de theoretisch maximale hoekscheidend vermogen minder dan 0,2 boogseconden bedraagt. De gemiddelde seeing op La Palma is van de grootteorde van 1 boogseconde, dus dat beperkt de mogelijkheden van de telescoop. Hij wordt gebruikt voor optisch onderzoek in het zichtbare en infrarode bereik.
De telescoop, die van het Cassegrain-type is, behoort tot de krachtigste telescopen. Daardoor is er zeer veel vraag naar waarnemingstijd. Gemiddeld wordt er driemaal zoveel waarnemingstijd aangevraagd als er beschikbaar is. Belangrijke waarnemingen die met deze telescoop zijn gedaan, waren de ontdekking van een hete bel van expanderend gas in het midden van het melkwegstelsel, die de aanwezigheid van een extreem groot zwart gat suggereerde; de eerste waarneming van de optische tegenhanger van een gammaflits; en de ontdekking van een Wolf-Rayetster met de snelst bekende sterrenwind.
Toen hij in 1987 zijn eerste licht zag, was de William Herschel-telescoop de derde of vierde in grootte ter wereld.